# 松伏溜井

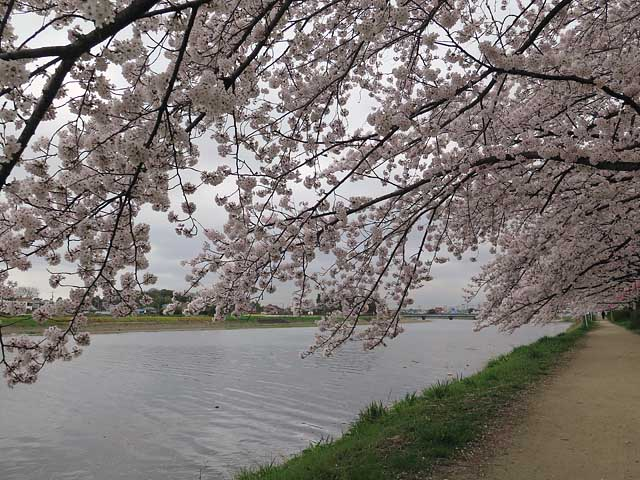
松伏溜井

松伏溜井（まつぶしためい）は、埼玉県越谷市と松伏町の境界にある溜池。大落古利根川の下流に位置する。

## 概要

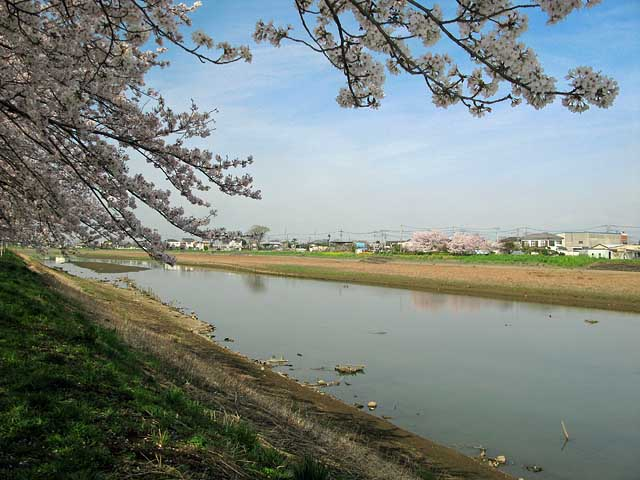
渇水期の松伏溜井

江戸時代に逆川への分水のために設けられた古利根堰によってできた溜池。現在は農業用水のほか、洪水防止のための貯水池的機能を果たしている。左岸側に桜並木が整備され、開花期には桜まつりが催される

## 周辺
- 大吉調節池
- 松伏町役場
- 新方川
- 越谷市斎場
- 越谷市立新栄中学校
- キャンベルタウン野鳥の森